# Ижма (сельское поселение)
Ижма — административно-территориальная единица (административная территория село с подчинённой ему территорией) и муниципальное образование (сельское поселение с полным официальным наименованием муниципальное образование сельского поселения «Ижма») в составе муниципального района Ижемского в Республике Коми Российской Федерации.
Административный центр — село Ижма.

## История
Статус и границы административной территории установлены Законом Республики Коми от 6 марта 2006 года № 13-РЗ «Об административно-территориальном устройстве Республики Коми».
Статус и границы сельского поселения установлены Законом Республики Коми от 5 марта 2005 года № 11-РЗ «О территориальной организации местного самоуправления в Республике Коми»

## Население
| 2010  | 2011  | 2012  | 2013  | 2014  | 2015  | 2016  |
| ----- | ----- | ----- | ----- | ----- | ----- | ----- |
| 4129  | ↘4105 | ↘4019 | ↗4055 | ↘3993 | ↗4041 | ↗4087 |
| 2017  | 2018  | 2019  | 2020  | 2021  |       |       |
| ↗4109 | ↘4087 | ↗4093 | ↗4166 | ↗4273 |       |       |

## Состав
Состав административной территории и сельского поселения:
| № | Населённый пункт | Тип населённого пункта       | Население |
| - | ---------------- | ---------------------------- | --------- |
| 1 | Ижма             | село, административный центр | ↗3917     |
| 2 | Константиновка   | деревня                      | 90        |
| 3 | Ласта            | деревня                      | 286       |